# Eugène Oudinot
Eugène-Amédée-Stanislas Oudinot de la Faverie (Alençon, 1827-París, 1889) fue un pintor de vidrieras francés.

## Biografía
Nacido en 1827 en Alençon, fundó en 1854 en París una importante manufactura de vidrieras. Entre sus principales obras se encontraron en París las vidrieras de Sainte-Clotilde, de Saint-Leu, de Saint-Jacques du Haut-Pas, de Saint-Augustin y de la Trinité, además de las vidrieras de la catedral de Beauvais y de diversas iglesias de la provincia. Fallecido el 22 de noviembre de 1889 en París, fue padre de la escritora Hermine Lecomte du Noüy.